# John H. Sununu
John Henry Sununu (* 2. července 1939, Havana) je americký politik, člen Republikánské strany. Byl 75. guvernérem státu New Hampshire (1983–1989) a poté v letech 1989–1991 prvním ředitelem kanceláře Bílého domu ve vládě prezidenta George H. W. Bushe. Je otcem Johna E. Sununu, bývalého senátora z New Hampshire, a Christophera Sununu, guvernéra státu New Hampshire.